# Robert Kyncl
Robert Kyncl est un homme d'affaires américain, Chief Business Officer de YouTube où il est chargé des contenus, des ventes, du marketing et des opérations. Il a été auparavant président des acquisitions chez Netflix. Né en Tchécoslovaquie, il est diplômé de l'Université d'État de New York et a suivi un MBA à la Pepperdine University à Malibu (Californie).
Au sein de YouTube, il a notamment supervisé les investissements de l'entreprise dans des contenus originaux, le lancement du service par abonnement Youtube Music et le rebranding de Youtube Red en YouTube Premium. En 2017 il a publié Streampunks: YouTube and the Rebels Remaking Media.